# Bettenhausen
Bettenhausen es una comuna suiza del cantón de Berna, situada en el distrito administrativo de Alta Argovia. Limita al oeste y al norte con la comuna de Herzogenbuchsee, al este con Thörigen, y al sur con Ochlenberg, Hermiswil y Aeschi (SO).
Hasta el 31 de diciembre de 2009 situada en el distrito de Wangen. Desde el 1 de enero de 2011 incluye la antigua comuna de Bollodingen tras su fusión con esta.